# Barystraße (München)
Die Barystraße ist eine Straße im Münchner Stadtteil Obermenzing, die um 1897 angelegt wurde. Sie wurde nach dem Arzt und Opernsänger Alfred von Bary (1873–1926) benannt.

## Geschichte
Die ursprünglich Kleiststraße genannte Straße verbindet die Alte Allee mit der Bassermannstraße. Bis zur Einmündung der Mark-Twain-Straße wurde sie um 1897 trassiert. Sie gehörte zur Erweiterungsplanung der Villenkolonie Pasing II zwischen Alter Allee und Pippinger Straße, die bis heute nicht ausgeführt wurde. Die Bebauung mit Villen am Anfang der Straße erfolgte bis zum Ersten Weltkrieg, die Verlängerung bis zur Bassermannstraße erfolgte nach dem Zweiten Weltkrieg. Die geschlossene Bebauung wurde im Jahr 2015 fertiggestellt.

## Baudenkmäler

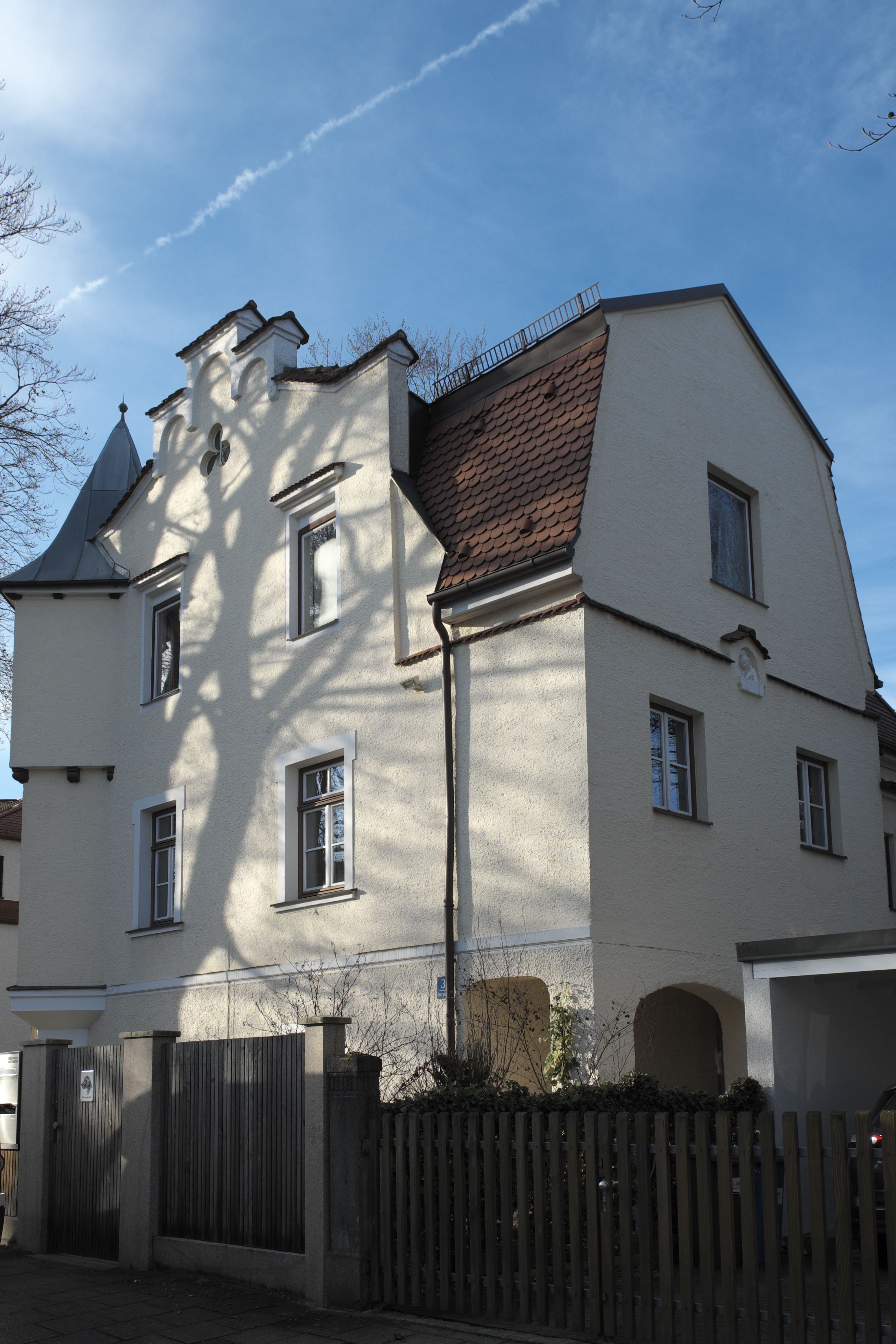
Villa Barystraße 3

Die Gebäude Barystraße 2, 3 und 5 gehören zum Bauensemble Villenkolonie Pasing II, das unter Denkmalschutz steht. Einzeldenkmal ist die Villa Barystraße 3.